# Club Veronica
Club Veronica was van 1984 tot 1995 een afdeling binnen de publieke omroep Veronica. Een soortgelijk initiatief bij de AVRO was Minjon. Op Club Veronica kregen jongeren de kans hun talenten op het gebied van radio, televisie en printmedia te ontwikkelen. De afdeling gaat ter ziele als Veronica in 1995 het publieke bestel verruilt voor het commerciële avontuur.

## Mediapersoonlijkheden
Club Veronica is de opstap geweest voor veel hedendaagse mediapersoonlijkheden, zoals: 
- Anita Witzier
- Marlous Löffelman
- Menno Bentveld
- Ewart van der Horst
- Pernille La Lau
- Peter van der Vorst
- Daphne Deckers
- Bart Ettekoven
- Danny Rook
- Jeroen Kijk in de Vegte
- Gerard Timmer (oprichter omroep BNN, directeur TV Nederlandse publieke omroep)
- Wim ter Laak (voorm. programmaleider RTL 4)